# Муга (река)
Муга је река у Каталонији, Шпанији, која извире на Алберес планинама источних Пиринеја и улива се у Средоземно море у заливу Ружа.
Река је 58 km (36 mi) дуга. Њен извор је испод врха Монтнегре, на висини од 1.186 m (3.891 ft). Река пролази кроз село Понт де Молинс и пролази кроз Боадела Резерват, где река има брану.